# Ewald Leeker
Ewald Leeker (* 1895; † nach 1927) war ein deutscher Fußballspieler.

## Werdegang
Der linke Verteidiger Ewald Leeker debütierte im Jahre 1911 im Alter von 16 Jahren in der ersten Mannschaft von Arminia Bielefeld. Er wurde später Mannschaftskapitän und führte seine Mannschaft in den Jahren 1922 und 1923 zur westdeutschen Meisterschaft. Damit qualifizierten sich die Bielefelder jeweils für die Endrunde um die deutsche Meisterschaft, wo die Arminia jeweils in der ersten Runde ausschied. Darüber hinaus wurde Leeker in die westdeutsche Auswahl berufen. Die Zeitschrift Fußball charakterisierte ihn als „Rauhbein von kraftstrotzender Natur“. So wurde Leeker im Jahre 1927 bei einem Spiel der Bielefelder bei Union Herford des Feldes verwiesen und für ein halbes Jahr gesperrt. Hauptberuflich war Ewald Leeker Pferdeschlachter.